# Anoubion
Anoubion est un astrologue et poète grec qui vécut en Égypte romaine au Ier au IIe siècle et auteur d'un poème astrologique dont il subsiste plusieurs fragments.

## Biographie
La biographie d'Anoubion est complexe car elle fait partie d'un contexte semi-légendaire. Les sources sont les Homélies du pseudo-Clément de Rome et les Reconnaissances de Rufin d'Aquilée. Dans le récit pseudo-Clémentien, construit du IIe au IVe siècle, l'intrigue est centrée sur Clément et Pierre contre Simon le Magicien. Ce dernier étant associé avec Appion (probablement Appien d'Alexandrie), Anoubion et Athénodore, des figures historiques transposées avec une orthographe modifiée. Le tandem Appion-Anoubion évoque une tradition judéo-chrétienne égyptienne de la paire : Apis-Anubis, Caïn-Abel et Moïse-Aaron. Anoubion viendrait de Diospolis, probablement Diospolis Magna (Thèbes), important centre de poètes (Tryphiodore, Nonnos, Coluthos). Le récit de Clément en liant la chronologie des personnages bibliques suggère qu'Anoubion vécut au Ier siècle. 
Néanmoins, le terminus ante quem peut être de la fin du IIe siècle à travers la papyrologie si on considère le récit de Clément comme trop légendaire. 

## Poème
Le poème est en grande partie perdu, son titre est inconnu. Héphestion transmet douze vers en distiques élégiaques par Anoubion. C'est le seul poète astrologue connu à présenter cette structure, d'autres ont dû exister mais sont perdus.
Dans l'antiquité, l'astronomie et l'astrologie sont dissociées. Anoubion définit la double nature des planètes, soit les corps célestes et les divinités. Différents systèmes existent alors mais Anoubion exerça sous le Haut-Empire romain, l'astrologie impériale était la même que sous l'Égypte ptolémaïque. La conception est géocentrique et se base sur l'observation des mouvements de Mercure, Vénus, Mars, Jupiter et Saturne, les seules planètes connues alors car visibles à l'œil nu. Chaque astre étant associé à une divinité. C'est un horoscope avec des caractéristiques propres. Les consultations orales d'astrologues sont très lacunaires.
La chronologie et les sources sont encore très incertaines entre les Grecs, les Égyptiens et la Mésopotamie. Les papyrus du temple de Tebtynis indiquent que l'astrologie était extrêmement développée dans l'Égypte pré-ptolémaique. Les Babyloniens et Sumériens sont précurseurs, au moins vers la fin du troisième millénaire avant notre ère. D'où une cohabitation entre l'arithmétique de Babylone et la géométrie des Grecs. 
Plusieurs vers sont identiques à Julius Firmicus Maternus (Mathesis, VI, 3-27). Il y eut différentes hypothèses pour savoir s'il y eu des recopiages ou une source commune, cette dernière hypothèse prédomine. Des concordances sont marquées avec l'ancien pharaon Néchepsos et son grand prêtre Pétosiris, d'où la théorie d'un auteur de l'époque hellénistique ayant voulu synthétiser et qui servit de source à Anoubion, Dorothée de Sidon et Julius Firmicus Maternus.
La théorie de la chaîne de transmission est aujourd'hui caduque, vu l'absence de preuves et de témoignages, elle impliqua que Néchepsos-Pétosiris (en) serait la source de Dorothée de Sidon, qui fut ensuite reprise par Anoubion pour faire des distiques élégiaques et qui fut à son tour la source de Firmicus Maternus.
Anoubion, Firmicus et Dorothée ont puisé à une source commune. Elle a dû exister entre le Ier et IVe siècles. C'est potentiellement le texte perdu attribué à Néchepsos et Pétosiris, mais la modification d'une prédication indiquerait qu'il y aurait une source intermédiaire après Néchepsos-Pétosiris
Les fragments sont extrêmement limités et trop faibles pour avoir une représentation mais la technique de versification est instable. La transmission comprend Dorothée de Sidon, qui a vécu au Ier siècle de notre ère. Il écrivit un poème en hexamètre dont nous avons quelques dizaines de vers par Héphestion de Thèbes qui vécut au Ve siècle, cite douze vers, seul passage original explicitement attribué à Anoubion ainsi que des paraphrases et également une traduction arabe. On peut également inclure des correspondances dans Manéthon et un texte lié à Vettius Valens. Cela se cumule avec le roman preudo-clémentin, ainsi que des Homélies de Clément, Commentaire à Job de Julien l'Arrien, le pseudo-Manéthon ainsi que de Rhétorios au VIIe siècle et plusieurs papyrus d'Oxyrhynque. On peut rajouter le témoignage tardif de Jean Tzétzès.

## Édition
Anoubion avec Dorothée de Sidon est publié d'abord en 1851 par Armin Koechly. Il est inclus dans le Corpus Codicum Astrologorum Graecorum.